# Tinodes natichastra
Tinodes natichastra is een schietmot uit de familie Psychomyiidae. De soort komt voor in het Oriëntaals gebied.